# Urbanismo de Guadalajara
El urbanismo de Guadalajara en Jalisco, México, se desarrolló conforme a los cambios históricos y territoriales de la ciudad, y en consonancia con otros factores definitorios del espacio público, como la arquitectura, las infraestructuras urbanas y la adecuación y mantenimiento de espacios naturales, parques y jardines.
La traza urbana dentro del municipio de Guadalajara puede considerarse variada, ya que dentro de él se sitúan varias formas de calles, avenidas, colonias y fraccionamientos que tienen diferentes trazos como el ortogonal, es decir, con líneas horizontales y verticales que se cruzan, e irregular, es decir, calles y avenidas sin sentido, pero en general podemos decir que Guadalajara cuenta con una traza de estrella, que son cinco salidas, con varios anillos viales a su alrededor y cruzando en ellos.
Al inicio de Guadalajara, esta contaba con una traza ortogonal, es decir, con líneas horizontales y verticales que se cruzan, sin embargo al paso de los años y al ir creciendo hacia el río San Juan de Dios, esta traza se inclinó aunque se siguió con la misma tendencia, a diferencia del lado norte, oeste y sur, donde se siguieron las mismas líneas de calles.
Esto cambiaría cuando se introdujo el ferrocarril a Guadalajara en 1888, ya que en el siglo XX al urbanizarse en el sur, sufrió otra inclinación, se da el mismo caso que en San Juan de Dios. Con el paso del tiempo y la adjuntación de pueblos, primeramente Analco, Mexicaltzingo, Mezquitan y San Juan de Dios, y posteriormente han hecho que Guadalajara tenga una variada traza, a esto se suma su crecimiento acelerado en el siglo XX, lo que generó la traza ya mencionada.
Durante el gobierno de José de Jesús González Gallo, entre 1947 y 1953, Guadalajara fue objeto de obras públicas que cambiaron en parte el paisaje urbano del centro histórico de la urbe.
Destacan las ampliaciones de las avenidas Alcalde-16 de septiembre y Juárez, mismas que ya no eran suficientes para el creciente número de automóviles que, día a día, circulaban por el centro de la ciudad. Así pues, para agrandar las avenidas fue necesario derrumbar edificios y emparejar el trazo de la calle. Aquellas demoliciones no han dejado de generar controversia, pues, aunque se procuró modernizar y agilizar al centro de Guadalajara, no deja de ser lamentable la pérdida irreparable de muchas construcciones antiguas con valor arquitectónico e histórico.
Algunos otros edificios del entorno de la catedral de Guadalajara fueron derribados con el propósito de dejar grandes espacios abiertos en los cuatro costados de la sede episcopal, dando forma a una gran cruz latina en cuyo centro sobresale la Catedral.
La Cruz de Plazas se conformó a partir de la ya existente Plaza de Armas, en el costado sur de la iglesia. En este espacio no fueron necesarias las demoliciones. En cambio, al frente de la fachada principal de la catedral sí fue necesario abrir el espacio para la plaza del Ayuntamiento (posteriormente conocida como plaza de la Fundación, plaza de los Laureles y Plaza Guadalajara, sucesivamente). Asimismo, al norte, una antigua iglesia del siglo XVII fue reemplazada por la plaza de la Rotonda de los Hombres Ilustres (mausoleo en el que están depositados los restos de jaliscienses destacados). Finalmente, para completar la cruz en su parte más larga, fueron arrasadas por completo las antiguas mansiones que ocupaban las dos manzanas entre la fachada posterior de la catedral y la fachada frontal del Teatro Degollado, dando lugar a la plaza de la Liberación (llamada también plaza de los Tres Poderes, y conocida como plaza de las Dos Copas).
En su empeño por hacer de Guadalajara una ciudad sustentable se ha construido el corredor México (COME) desde la avenida López Mateos hasta Juan Palomar y Arias, con la intención de ampliar la infraestructura de la ciclovía por la avenida México y el mejoramiento y embellecimiento con jardines y el establecimiento de un Punto Limpio.
Existen actualmente 17.200 calles y avenidas, muchas de las cuales se han ido trazando según la necesidad de la población; algunas calles dejan de funcionar como tales para convertirse en avenidas, expandiendo su trazado vial. Las modificaciones, las reparaciones y las hechuras corren a cuenta del gobierno municipal de Guadalajara.

## Parques, jardines, zoológicos y bosques
Los parques y bosques son importantes en Guadalajara. Por eso de las tres ciudades más importantes de México, es la que tiene más áreas verdes y plantas. Cabe destacar que no todos se encuentran en Guadalajara, sino que están distribuidos en la Zona metropolitana de Guadalajara (ZMG).

## Colonias (barrios)
Guadalajara está conformada por más de 2300 colonias en las que se extiende la Zona Metropolitana, el primer cuadro de la ciudad lo conforman casas en su mayoría de más de 2 niveles con estilos arquitectónicos que van desde el churrigueresco, barroco y estilos europeos del siglo XIX, el primer cuadro de la ciudad lo conforman las zonas céntricas y sus alrededores, como el barrio del Santuario, Mezquitan, Analco, San Juan de Dios y la Colonia Centro.
Hacia el poniente del primer cuadro comienzan a levantarse las casonas del siglo XIX, residencia de distinguidos personajes en la historia de la ciudad, estructuras neoclásicas y casonas del Porfiriato, este cuadro lo conforman colonias como Lafayette, Americana, Moderna, Arcos Vallarta, en las cuales sus respectivas expansiones corresponden a construcciones de los años 1920,1930, 1940 y 1950. A sus alrededores Guadalajara se expande en un segundo cuadro donde el florecimiento de las nuevas tendencias arquitectónicas de los años 1960 y 1970 dejaran la huella de colonias como la Colonia Americana, Vallarta Poniente, Moderna, Providencia, Vallarta San Jorge, Jardines del Bosque, Chapalita, etc. Entre las cuales se encuentran desde las líneas posmodernistas, el Art déco hasta el legado arquitectónico de uno de los iconos mundiales de la arquitectura Mexicana: Luis Barragán.
La ciudad cuenta con desarrollos residenciales y comunidades privadas. Estas colonias se ubican tanto en el municipio de Guadalajara, como en su municipio vecino de Zapopan y algunas en el sur de la ciudad, en el municipio de Tlajomulco. Algunas de estas colonias son: Colinas de San Javier, Puerta de Hierro, Providencia, Chapalita, Jardines de San Ignacio, Ciudad del Sol, Valle Real, Lomas del Valle, Santa Rita, Monraz, Santa Anita Club de Golf, El Cielo, Santa Isabel, Virreyes, Ciudad Bugambilias, Las Cañadas, La Estancia, etc.
Los límites de la ciudad son conformados en su mayoría por colonias de clase media y conjuntos habitacionales desarrollados como parte de planes gubernamentales. El poniente de la ciudad, es en conjunto el área que representa el índice económico más elevado, mientras que el oriente muestra un nivel más bajo. La ciudad se extiende hacia el poniente en colonias como Pinar de la Calma, Las Fuentes, Paseos del Sol, El Colli Urbano, La Estancia, anexando su zona metropolitana al municipio de Zapopan; mientras que hacia el oriente lo hace en colonias como San Juan Bosco, San Andrés, Oblatos, San Onofre, Insurgentes, Jardines de la Paz, Jardín de los Poetas, por mencionar algunas.

## Proyectos
En Guadalajara existen varios proyectos distribuidos en la Zona Metropolitana. Estos son los principales proyectos, sin embargo, algunos encuentran problemas de financiamiento, su construcción está en suspenso e incluso posible cancelación:
- Ciudad Creativa Digital (CCD): presentado oficialmente el 30 de enero de 2012 por el presidente Felipe Calderón, un megaproyecto para el albergue y desarrollo de clusters digitales y tecnológicos que finalmente quedará asentado en la capital de Jalisco tras competir por la sede con otras ciudades de la república por su ubicación geográfica, Infraestructura y gran potencial económico. Impulsado por la Secretaría de Economía y respaldado técnicamente por el Instituto Tecnológico de Massachusetts (MIT) y ProMéxico, representa un potente detonante económico en infraestructura y generación de empleos para la ciudad, así como el aumento de competitividad a su ya pujante industria de desarrollo tecnológico, no solo a nivel Latinoamérica sino también a nivel mundial.
- Centro Cultural Universitario es un complejo de la Universidad de Guadalajara que reunirá al Auditorio Metropolitano, la Nueva Biblioteca Pública, el Conjunto de Artes Visuales, el Conjunto de Artes Escénicas, el Museo de Ciencias Ambientales y el Distrito Cultural con los parques Mediático y Temático, además de áreas comerciales, todo como el nuevo punto de encuentro de la sociedad jalisciense y mexicana en general, con el apoyo de la segunda universidad pública más grande de México[3]
- Plan maestro de Huentitan: es un proyecto apoyado por el gobierno estatal y municipal. Incluye la construcción de un malecón en la barranca, 2 nuevos parques de la zona, y un museo de arte contemporáneo, entre otros edificios.